# El Zafrín
El Zafrín é um sítio arqueológico neolítico, do tipo cardial, datado da segunda metade do Quinto milénio a.C.. Está localizado na Ilha do Congresso, no arquipélago das Ilhas Chafarinas. Conta com uma extensão de 12 hectares. As investigações no local começaram no ano 2000 por parte do Instituto de Cultura Mediterrânea, como parte do Projeto de Investigação Chafarinas, durante o qual foram encontrados diversos restos variados, desde uma zona de fundição até moedas medievais.
O sítio é interpretado como um povoado típico da costa norte-africana, que sobreviveu graças a uma dieta de produtos do mar, entre eles peixes, patelas e focas monges - como indicam os restos de moluscos encontrados nos sedimentos - completada com a pecuária.